# العلاقات المولدوفية الميكرونيسية
العلاقات المولدوفية الميكرونيسية هي العلاقات الثنائية التي تجمع بين مولدوفا وولايات ميكرونيسيا المتحدة.

## مقارنة بين البلدين
هذه مقارنة عامة ومرجعية للدولتين:
| وجه المقارنة                                              | مولدوفا                           | ولايات ميكرونيسيا المتحدة |
| --------------------------------------------------------- | --------------------------------- | ------------------------- |
| المساحة (كم2)                                             | 33.85 ألف                         | 702                       |
| عدد السكان (نسمة)                                         | 2.55 مليون                        | 105.54 ألف                |
| الكثافة السكانية (ن./كم²)                                 | 75.33                             | 15.03 ألف                 |
| العاصمة                                                   | كيشيناو                           | باليكير                   |
| اللغة الرسمية                                             | اللغة المولدوفية، اللغة الرومانية | لغة إنجليزية              |
| العملة                                                    | ليو مولدوفي                       | دولار أمريكي              |
| الناتج المحلي الإجمالي (بليون دولار)                      | 8.13 مليار                        | 336.43 مليون              |
| الناتج المحلي الإجمالي (تعادل القوة الشرائية) بليون دولار | 17.94 مليار                       | 365.27 مليون              |
| الناتج المحلي الإجمالي الاسمي للفرد دولار أمريكي          | 3.65 ألف                          | 3.02 ألف                  |
| الناتج المحلي الإجمالي للفرد دولار أمريكي                 | 4.98 ألف                          |                           |
| مؤشر التنمية البشرية                                      | 0.693                             | 0.640                     |
| رمز المكالمات الدولي                                      | +373                              | +691                      |
| رمز الإنترنت                                              | .md                               | .fm                       |
| المنطقة الزمنية                                           | ت ع م+02:00، ت ع م+03:00          |                           |

## منظمات دولية مشتركة
يشترك البلدان في عضوية مجموعة من المنظمات الدولية، منها:
| علم المنظمة | اسم المنظمة                               | تاريخ انضمام مولدوفا | تاريخ انضمام ولايات ميكرونيسيا المتحدة |
| ----------- | ----------------------------------------- | -------------------- | -------------------------------------- |
|             | منظمة حظر الأسلحة الكيميائية              | ?                    | ?                                      |
|             | البنك الدولي للإنشاء والتعمير             | 12 أغسطس 1992        | 24 يونيو 1993                          |
|             | المركز الدولي لتسوية المنازعات الاستشارية | 4 يونيو 2011         | 24 يوليو 1993                          |
|             | الأمم المتحدة                             | 2 مارس 1992          | 17 سبتمبر 1991                         |
|             | يونسكو                                    | 27 مايو 1992         | 19 أكتوبر 1999                         |
|             | وكالة ضمان الاستثمار متعدد الأطراف        | 9 يونيو 1993         | 11 أغسطس 1993                          |
|             | مؤسسة التنمية الدولية                     | 14 يونيو 1994        | 24 يونيو 1993                          |
|             | مؤسسة التمويل الدولية                     | 10 مارس 1995         | 24 يونيو 1993                          |
|             | الاتحاد الدولي للاتصالات                  | 20 أكتوبر 1992       | 18 مارس 1993                           |

## وصلات خارجية
- موقع وزارة الخارجية المولدوفية